# Абзаєво (Бураєвський район)
Абза́єво (рос. Абзаево, башк. Абзай) — присілок у складі Бураєвського району Башкортостану, Росія. Входить до складу Кушманаковської сільської ради.
Населення — 156 осіб (2010; 200 у 2002).
Національний склад:
- башкири — 89 %